# تئاتر سعدی
تئاتر سعدی یکی از تاثیرگذارترین تماشاخانه‌های تاریخ تئاتر ایران محسوب می‌شود. تماشاخانه ای که پس از اختلاف عبدالحسین نوشین با سرمایه گذاران تئاتر فرهنگ و قطع همکاری عبدالکریم عموئی از نوشین ایجاد و تأسیس شد. این تئاتر حدود بیست ماه پس از تعطیلی تئاتر فردوسی، در پائیز سال ۱۳۲۹ تأسیس شد.
«تئاتر سعدی» در سال ۱۳۳۰، در نخستین شب اجرای نمایش «شنل قرمز» توسط سرلشکر منصور مزیتی رئیس شهربانی وقت تعطیل شد و درست فردای آن روز، بازیگران و هنرمندان این تماشاخانه به اتفاق جمعی از مردم، در مقابل مجلس شورای ملی واقع در میدان بهارستان متحصن شدند که همین امر نیز موجب بازگشایی دوباره «تئاتر سعدی» شد.
تئاتر سعدی یکی از مکان‌هایی است که در کودتای ۲۸ مرداد ۱۳۳۲ به آتش کشیده شد. 
مکان «تئاتر سعدی» بعدها تبدیل به «سینما سعدی» شد تا اینکه در سال ۱۳۴۸ دوباره طعمهٔ حریق شد و طی سه ساعت، به خاکستر تبدیل شد.
از آثار نمایشی که در تئاتر سعدی اجرا شده‌اند می‌توان به نمایش‌هایی چون: «بادبزن خانم ویندرمیر»، «چراغ گاز»، «از طبع خارج شد»، «اوژنی گرانده»، «مونتسرا»، «شنل قرمز»، «تارتوف» اشاره کرد.

## هنرمندان تئاتر
لرتا، توران مهرزاد، ایرن زازیانس، محمدعلی جعفری، حسین خیرخواه، حسن خاشع، عزت‌الله انتظامی، عزیزالله بهادری، محمدتقی کهنمویی، عطاالله زاهد، مهین دیهیم، فریدون دیهیم، عباس شباویز، منوچهر کی‌مرام، تقی مینا.